# Seven de Francia 2005
El Seven de Francia de 2005 fue la séptima edición del torneo francés de rugby 7, fue el séptimo y último torneo de la temporada 2004-05 de la Serie Mundial Masculina de Rugby 7.
Se disputó en la instalaciones del Stade Jean-Bouin de París.

## Fase de grupos

### Grupo A
| Equipo        | Encuentros | Encuentros | Encuentros | Encuentros | Tantos  | Tantos    | Tantos     | Puntos |
| Equipo        | jugados    | ganados    | empatados  | perdidos   | a favor | en contra | diferencia | Puntos |
| ------------- | ---------- | ---------- | ---------- | ---------- | ------- | --------- | ---------- | ------ |
| Nueva Zelanda | 3          | 3          | 0          | 0          | 105     | 41        | 64         | 9      |
| Samoa         | 3          | 2          | 0          | 1          | 83      | 34        | 49         | 7      |
| Italia        | 3          | 1          | 0          | 2          | 47      | 88        | -41        | 5      |
| Kenia         | 3          | 0          | 0          | 3          | 25      | 97        | -72        | 3      |

Nota: Se otorgan 3 puntos al equipo que gane un partido, 2 al que empate y 1 al que pierda

### Grupo B
| Equipo     | Encuentros | Encuentros | Encuentros | Encuentros | Tantos  | Tantos    | Tantos     | Puntos |
| Equipo     | jugados    | ganados    | empatados  | perdidos   | a favor | en contra | diferencia | Puntos |
| ---------- | ---------- | ---------- | ---------- | ---------- | ------- | --------- | ---------- | ------ |
| Inglaterra | 3          | 3          | 0          | 0          | 97      | 10        | 87         | 9      |
| Escocia    | 3          | 2          | 0          | 1          | 49      | 33        | 16         | 7      |
| Portugal   | 3          | 1          | 0          | 2          | 19      | 65        | -46        | 5      |
| Canadá     | 3          | 0          | 0          | 3          | 19      | 76        | -57        | 3      |

### Grupo C
| Equipo    | Encuentros | Encuentros | Encuentros | Encuentros | Tantos  | Tantos    | Tantos     | Puntos |
| Equipo    | jugados    | ganados    | empatados  | perdidos   | a favor | en contra | diferencia | Puntos |
| --------- | ---------- | ---------- | ---------- | ---------- | ------- | --------- | ---------- | ------ |
| Fiyi      | 3          | 3          | 0          | 0          | 83      | 26        | 57         | 9      |
| Sudáfrica | 3          | 2          | 0          | 1          | 83      | 39        | 44         | 7      |
| Georgia   | 3          | 1          | 0          | 2          | 37      | 80        | -43        | 5      |
| Túnez     | 3          | 0          | 0          | 3          | 17      | 75        | -58        | 3      |

### Grupo D
| Equipo    | Encuentros | Encuentros | Encuentros | Encuentros | Tantos  | Tantos    | Tantos     | Puntos |
| Equipo    | jugados    | ganados    | empatados  | perdidos   | a favor | en contra | diferencia | Puntos |
| --------- | ---------- | ---------- | ---------- | ---------- | ------- | --------- | ---------- | ------ |
| Francia   | 3          | 2          | 0          | 1          | 94      | 38        | 56         | 7      |
| Australia | 3          | 2          | 0          | 1          | 78      | 40        | 38         | 7      |
| Argentina | 3          | 2          | 0          | 1          | 79      | 45        | 35         | 7      |
| Rusia     | 3          | 0          | 0          | 3          | 12      | 140       | -128       | 3      |

## Fase Final

### Cuartos de final
| 11 de junio | Francia | 27 - 10 | Sudáfrica |  |  |

| 11 de junio | Nueva Zelanda | 29 - 7 | Escocia |  |  |

| 11 de junio | Fiyi | 49 - 5 | Australia |  |  |

| 11 de junio | Samoa | 21 - 14 | Inglaterra |  |  |

### Semifinal
| 11 de junio | Francia | 14 - 12 | Nueva Zelanda |  |  |

| 11 de junio | Fiyi | 29 - 7 | Samoa |  |  |

### Final
| 11 de junio | Francia | 28 - 19 | Fiyi |  |  |

| Bandera de Francia     |
| Campeón Francia        |
| 1º título del circuito |